# Chirosia laticerca
Chirosia laticerca este o specie de muște din genul Chirosia, familia Anthomyiidae, descrisă de Fan în anul 1984. Conform Catalogue of Life specia Chirosia laticerca nu are subspecii cunoscute.